# Часлав (футбольный клуб)
«Ча́слав» — футбольный клуб из одноимённого города, выступающий в дивизионе C, четвёртом по значимости дивизионе Чехии.

## История
Первая футбольная команда в Чаславе была основана в 1902 году, когда школа Септимани создала команду из одиннадцати игроков и называлась СК «Стелла» (звезда) Часлав. Эта спортивная инициатива понравилась профессору колледжа и позволила им играть свои матчи на военном поле.
Ситуация вновь резко изменилась, и футбол вскоре стал любимым видом спорта в городе Часлав. В 1927 году футбольная команда стала называться Часлав СК. Название держалось в 1930-х годах и после была переименована в ДСК Часлав.
В 1943 году, был основан футбольный клуб «Слава» Часлав, который в 1949 году объединился с СК «Часлав» и появился единый клуб под названием СК «Космос» Часлав. Вскоре команда занимает первые позиции в лиге и доходит до последней стадии бывших областных соревнований. В 1950 году она приняла участие в Национальной лиге. Во время кризиса в местном футболе, который продолжался до 1960 года, команда вылетела из национального чемпионата. Со временем ситуация начала улучшаться и в сезоне 1967/68 команда в очередной раз вышла в высший дивизион.
В 1989 году они снова изменили название на Aegis Čáslavská Záštitu Zavodu Zenit, а затем снова изменили своё название на ФК «Зенит» Часлав. Новым элементом в футбольном клубе стало повышенное внимание к молодёжи. В сезоне 2008/09 «Часлав» занял второе место во Второй лиге и завоевал право играть в Гамбринус лиге. Тем не менее, это место они уступили клубу «Словацко».
В настоящее время в городе Часлав есть двенадцать команд, играющие в каждой возрастной категории. В дополнение к «А» команде есть и «Б» команда, играющая в рамках региональных соревнований.
Сезон 2012/13 для команды начался плохо. Был выигран один матч и набраны два очка из первых семи матчей, что привело к увольнению главного тренера Петра Врабца. В конце сезона «Часлав» вылетел во второй дивизион.

## Названия
- 1902—1927: «Звезда Часлав»
- 1927—1943: «Часлав»
- 1943—1949: «Славой Часлав»
- 1949—1989: «Космос Часлав»
- 1989—2011: «Зенит Часлав»
- с 2011: «Часлав»

## Достижения
- Богемская футбольная лига (третий по значимости турнир)
  - Победители 2005/06

## Тренеры
- Павел Медински (2007-08)
- Мирослав Кубек (2008-09)
- Премисл Быковски (2009)
- Зденко Фриталя (2010)
- Мартин Хридель (2010)
- Олдрич Абрхам (2010-12)
- Милош Сазима (2012)
- Петр Врабец (2012)

## Выступление в чемпионате и Кубке Чехии
| Сезон   | Лига/дивизион                 | Уров. | Место | Кубок                 |
| ------- | ----------------------------- | ----- | ----- | --------------------- |
| 1999/00 | Дивизион C                    | 4     | 7     | Второй раунд          |
| 2000/01 | Дивизион C                    | 4     | 10    | Не участвовал         |
| 2001/02 | Дивизион C                    | 4     | 4     | Не участвовал         |
| 2002/03 | Дивизион C                    | 4     | 2     | Предварительный раунд |
| 2003/04 | Дивизион C                    | 4     | 1     | Не участвовал         |
| 2004/05 | Богемская футбольная лига     | 3     | 3     | Не участвовал         |
| 2005/06 | Богемская футбольная лига     | 3     | 1     | Второй раунд          |
| 2006/07 | Вторая лига                   | 2     | 10    | Третий раунд          |
| 2007/08 | Вторая лига                   | 2     | 13    | Второй раунд          |
| 2008/09 | Вторая лига                   | 2     | 2     | Первый раунд          |
| 2009/10 | Вторая лига                   | 2     | 14    | Первый раунд          |
| 2010/11 | Вторая лига                   | 2     | 8     | Второй раунд          |
| 2011/12 | Вторая лига                   | 2     | 13    | Первый раунд          |
| 2012/13 | Футбольная национальная лига  | 2     | 15    | Третий раунд          |
| 2013/14 | Богемская футбольная лига     | 3     | 7     | Первый раунд          |
| 2014/15 | Богемская футбольная лига     | 3     | 15    | Первый раунд          |
| 2015/16 | Богемская футбольная лига     | 3     | 17    | Второй раунд          |
| 2016/17 | Дивизион C                    | 4     | 3     | Первый раунд          |
| 2017/18 | Дивизион C                    | 4     | 7     | Первый раунд          |
| 2018/19 | Дивизион C                    | 4     | 5     | Первый раунд          |
| 2019/20 | Дивизион C                    | 4     | 11    | Предварительный раунд |
| 2020/21 | Дивизион C                    | 4     | 8     | Не участвовал         |
| 2021/22 | Дивизион C                    | 4     | 5     | Не участвовал         |
| 2022/23 | Дивизион C                    | 4     | 13    | Второй раунд          |
| 2023/24 | Дивизион C                    | 4     | 14    | Первый раунд          |
| 2024/25 | Чемпионат Среднечешского края | 5     | 1     | Не участвовал         |
| 2025/26 | Дивизион C                    | 4     |       | Предварительный раунд |